# Le Buis
Le Buis é uma comuna francesa na região administrativa da Nova Aquitânia, no departamento de Alto Vienne. Estende-se por uma área de 6,55 km². Em 2010 a comuna tinha 192 habitantes (densidade: 29,3 hab./km²).